# Profundimetru
Profundimetrul este un instrument care indică adâncimea la care se află un scafandru. Cadranul profundimetrului este gradat în m (metri). Profundimetrele americane sunt gradate în feet (picioare; 1 foot = 0,3048 m). Adâncimea trebuie controlată pe toată durata imersiunii. Pentru scufundări la adâncimi mai mari de 10 m, trebuie cunoscută cu exactitate adâncimea scufundării pentru a putea estima consumul de aer și pentru a evita problemele legate de decompresie. Profundimetrul este de fapt un manometru cu coloană de lichid sau un manometru cu element elastic, gradat în m sau feet. 

## Tipuri

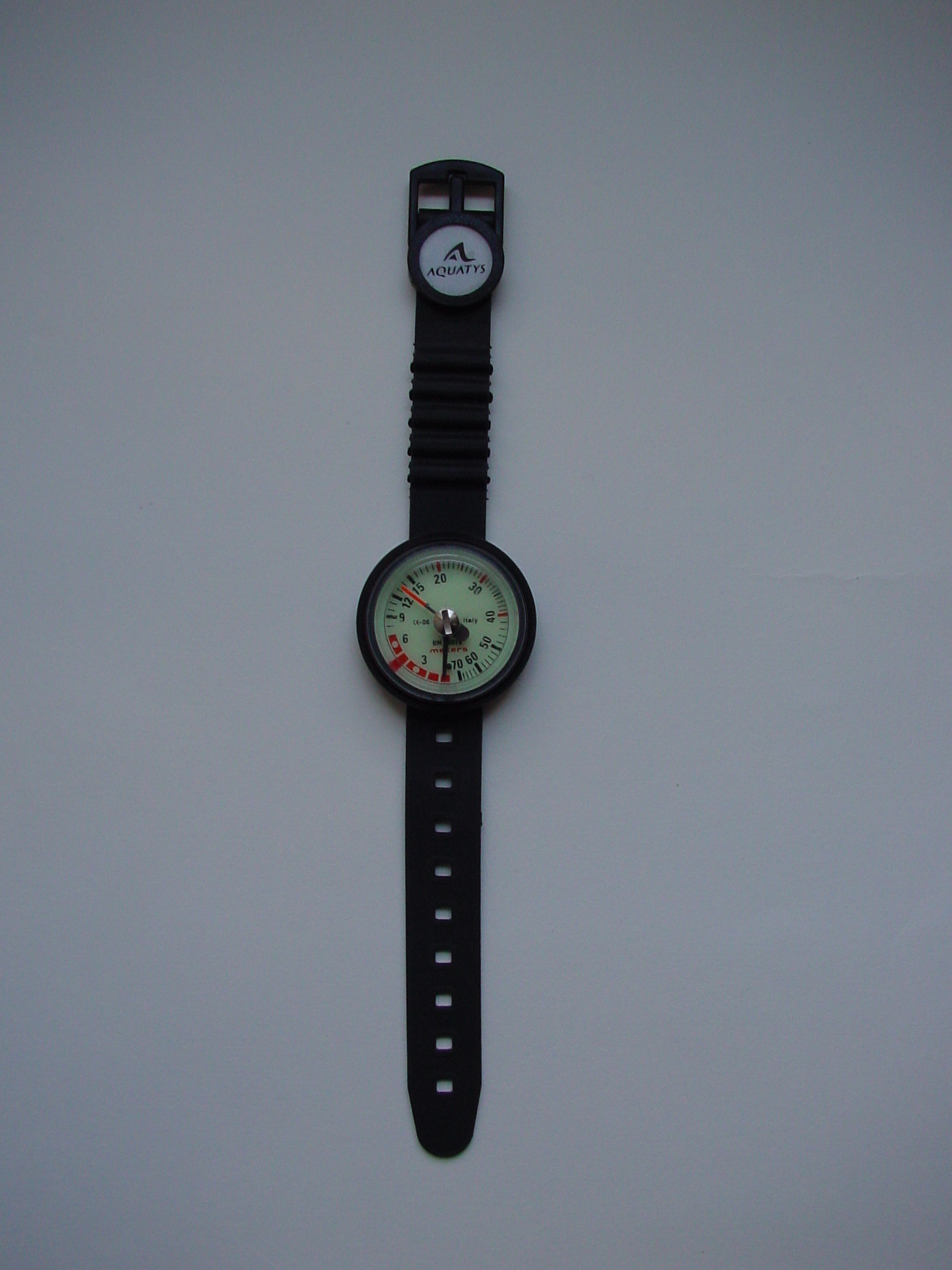
Profundimetru cu element elastic cu indicator de adâncime maximă

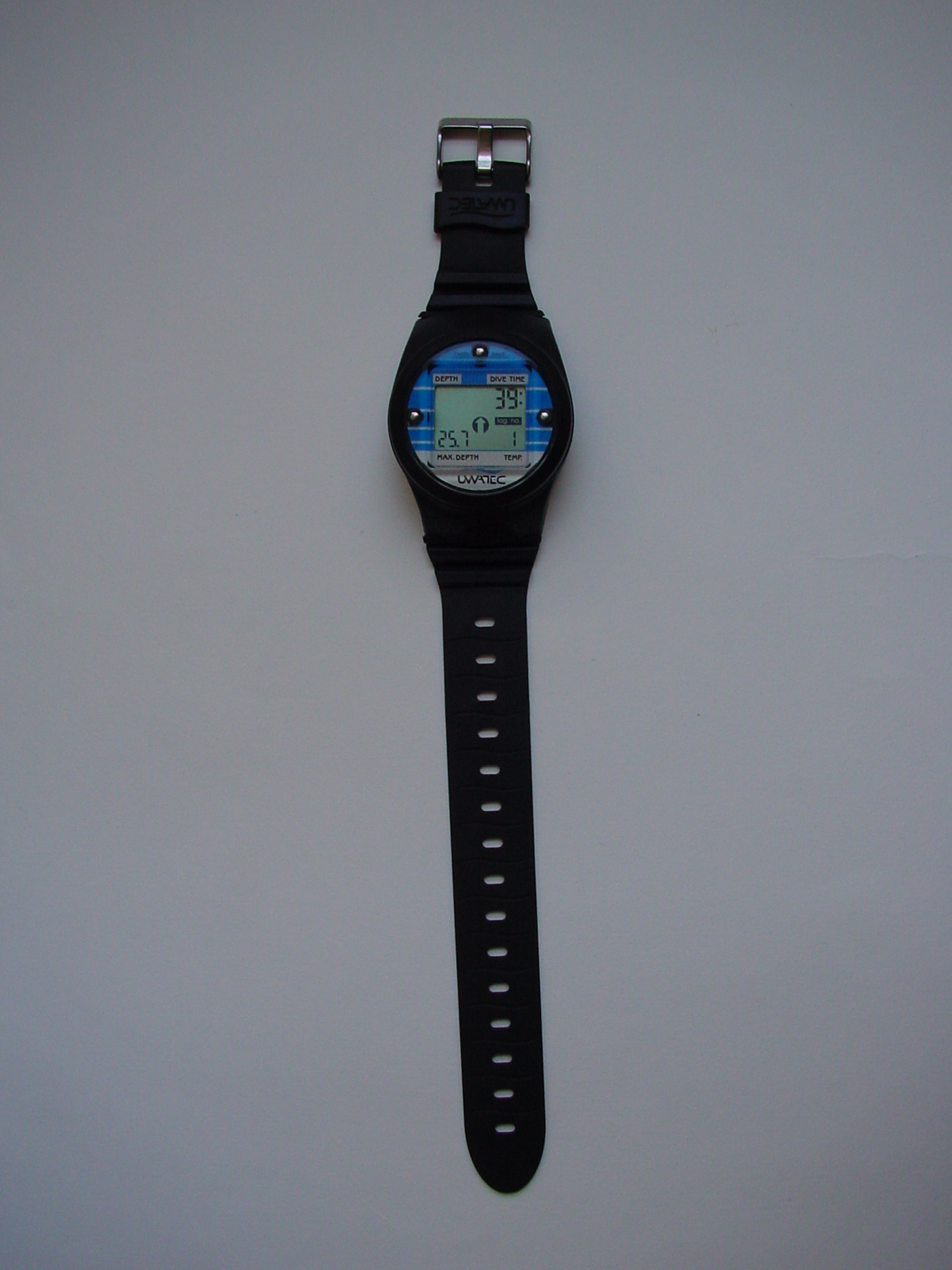
Profundimetru cu afişaj electronic

Profundimetrele sunt de trei tipuri: 
- cu tub Mariotte,
- cu element elastic de tip tub Bourdon
- cu membrană elastică.
- cu afișaj electronic

### Profundimetrul cu tub Mariotte
Profundimetrul cu tub Mariotte este tipul cel mai simplu de profundimetru. El este compus dintr-un tub de plastic transparent de diametru mic, deschis la un capăt și montat pe perimetrul unui cadran gradat. Creșterea presiunii o dată cu creșterea adâncimii de imersie, produce intrarea progresivă a apei în tub și deci comprimarea aerului al cărui volum se reduce după legea lui Boyle-Mariotte (pV = constant). Citirea adâncimii de imersie se face prin urmărirea gradației de pe cadran în dreptul căreia se află suprafața de separație dintre coloana de apă și bula captivă de aer. Acest tip de profundimetru este foarte precis doar până la adâncimea de 20 m. Tubul de plastic transparent trebuie scos periodic din cadran și curățat, în special după scufundări în apă sărată, deoarece în interiorul lui se formează cristale de sare care pot decalibra tubul, falsificând indicația și îi pot reduce transparența, îngreunând astfel citirea. 

### Profundimetrul cu element elastic de tip tub Bourdonși profundimetrul cu membrană elastică
Profundimetrul cu element elastic de tip tub Bourdon și profundimetrul cu membrană elastică, au un cost mai ridicat, dar sunt mult mai precise și mai ușor de citit la adâncimi de peste 10 m. Principiul de funcționare al acestor profundimetre este următorul: în timpul coborârii, presiunea ambiantă deformează elementul elastic (tubul Bourdon sau membrana), deformație care este transmisă prin intermediul unui mecanism cu pârghii și angrenaje la un ac indicator ce se va deplasa pe scala gradată a cadranului indicând adâncimea de imersie. La unele profundimetre transmiterea presiunii exterioare către elementul elastic se face printr-o priză de presiune (un orificiu) care comunică cu mediul acvatic exterior, iar la profundimetrele mai moderne transmisia presiunii către elementul elastic se face prin deformarea carcasei exterioare și prin intermediul lichidului cu care este umplută. 
Unele modele de profundimetre cu element elastic au încorporate un al doilea ac indicator, numit ac indicator de adâncime maximă. Pe măsură ce adâncimea crește, ambele ace se deplasează pe scala gradată indicând adâncimea. În timpul ridicării către suprafață, acul indicator de adâncime maximă rămâne la gradația corespunzătoare celei mai mari adâncimi atinse de scafandru, pe când celălalt ac continuă să indice adâncimea curentă. Acest tip de profundimetru elimină erorile în determinarea adâncimii maxime atinse în timpul scufundării.

### Profundimetru cu afișaj electronic
Profundimetrul cu afișaj electronic este un tip modern cu mecanism electronic și afișaj digital.